# Astrid Busch
Astrid Busch (* 1968 in Krefeld) ist eine deutsche bildende Künstlerin. Sie lebt und arbeitet in Berlin und Düsseldorf.

## Leben
Aufgewachsen in Krefeld, absolvierte Astrid Busch in Düsseldorf eine Lehre zur Tischlerin. Anschließend studierte sie von 1996 bis 2000 an der Akademie der Bildenden Künste Nürnberg bei Werner Knaupp und von 2000 bis 2002 an der Kunsthochschule Berlin-Weißensee, wo sie ihr Studium 2003 als Meisterschülerin von Katharina Grosse abschloss.
Ihre Werke waren unter anderem in Ausstellungen im Maison des Arts Solange-Baudoux in Evreux, im HayArt Cultural Centre in Eriwan, im Hetjens-Museum in Düsseldorf, im Museum Kunst der Westküste auf der Insel Föhr, sowie im Kunstpalast Düsseldorf zu sehen.

## Werk

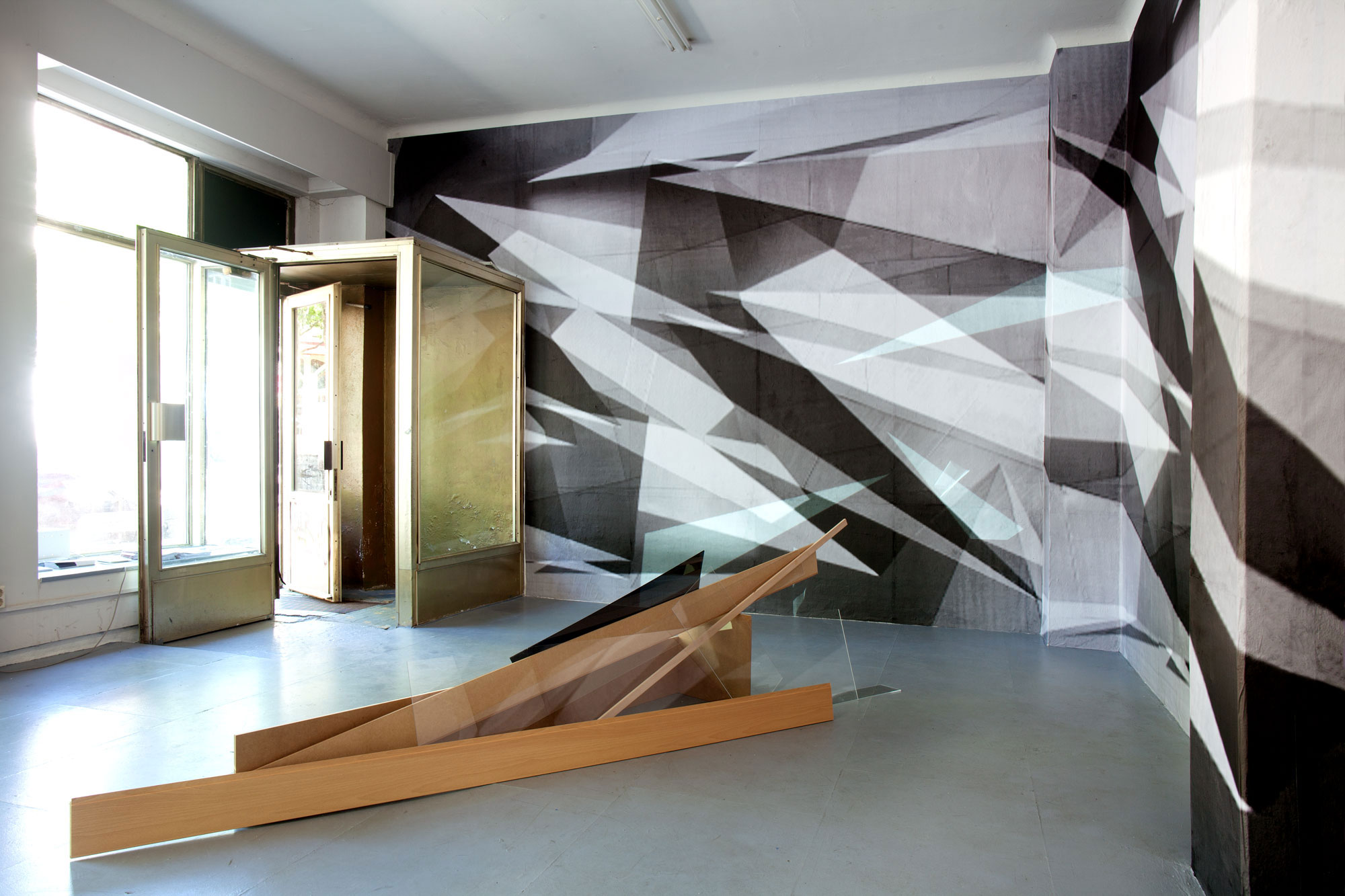
Astrid Busch, Post Privacy, 2014, ortsspezifische Installation, Delikatessenhaus, Leipzig

Astrid Buschs Werk umfasst Installationen, Fotografien, Papierarbeiten, Objekte und Bewegtbilder.
Ihre Werke basieren im Wesentlichen auf der Auseinandersetzung mit Architektur sehr unterschiedlicher Orte und der mit ihnen verbundenen Kulturen, wie Istanbul, Le Havre oder Eriwan.
Sie untersucht diese Bauten künstlerisch auf ihre sinnliche Wahrnehmbarkeit und ihre Wirkung auf den Menschen. Dabei berücksichtigt sie die spezifischen Gegebenheiten, der jeweiligen Orte, sodass Lichtverhältnisse, Geräusche und Klänge, neben materiellen Besonderheiten, in die Werke mit einfließen.
Ihre Motive beziehen sich auf vorgefundene und autopoietisch erzeugte Bilder, die transformiert und in den Dimensionen verändert werden und anschließend unter komplexen Lichtverhältnissen auf verschiedene Bildträger in den Raum übersetzt oder als Skulptur weiterentwickelt werden. Unterschiedliche Medien und Zeitebenen werden dabei verknüpft, wodurch ein dichtes Netz an Bezügen und eine Vielfalt möglicher Lesarten entsteht.
Während ihres Studiums der Malerei begann sie zunehmend mit den Mitteln der Fotografie zu arbeiten, zunächst mit analoger Technik im Bereich der inszenierten Fotografie zur Schaffung von erzählerischen Situationen. Relevant wurde dabei die intermediale Grenzüberschreitung zwischen Malerei, Film, Theater und Fotografie.
Diese anfänglich im Einzelbild integrativ vereinte Medialität mit greifbaren Motiven wandelte sich im Lauf der Jahre formal hin zur Wendung nach außen, mit installativen Raumkonzepten, die konkrete ortsspezifische Referenzsysteme schaffen, zugleich bei den Sujets selbst deutlich abstrakter bleiben.

## Einzelausstellungen (Auswahl)
- 2022 je n’aime pas les angles droits, Maison des Arts Solange-Baudoux, Evreux
- 2022 Viking Venus, Galerie Rupert Pfab, Düsseldorf
- 2022 I remember birds and stones, HayArt Cultural Centre, Eriwan
- 2021 weder Wüste noch Wald, Kunstraum München[2]
- 2020 Bloody Bay Oasis, Galerie Rupert Pfab, Düsseldorf
- 2020 Driven by Dreams, Kunststation im Hauptbahnhof Wolfsburg[3]
- 2020 Geraubt, gefälscht und gierig gesammelt, Hetjens-Museum Düsseldorf
- 2019 Hyperloop, Verkehrsmuseum Nürnberg
- 2019 Heart Pitch, Ausstellungsraum Julia Ritterskamp, Düsseldorf
- 2018 sur mer, Kunstverein Neu Deli, Leipzig
- 2016 Ce n’est pas un désert, ni une fôret, Galerie La Forme, Le Havre[4]
- 2016 Faked Death, Kunstzentrum Karlskaserne, Ludwigsburg
- 2015 All colors agree in the dark, Kunsthaus Erfurt
- 2014 Post Privacy, Delikatessenhaus, Leipzig
- 2014 Funky Town, Kunstverein Gera
- 2012 Juniper Shade, Deutsches Generalkonsulat, New York City
- 2012 Casting Clouds, Deutsches Haus at NYU, New York City
- 2009 Pleasure Beach, Produzentengalerie Stedefreund, Berlin
- 2007 Astrid Busch, Galerie Alexandra Saheb, Berlin

## Gruppenausstellungen (Auswahl)
- 2022 Raumkonzepte aus Papier, Galerie Nanna Preußners, Hamburg
- 2022 Die Grosse, Kunstpalast, Düsseldorf
- 2022 Enviromental Abstraction, Laura Mars Gallery, Berlin
- 2022 Spatial Paper, Haus des Papiers, Berlin
- 2021 Voids of Presence – Between Past and Future, Galerie Nord / Kunstverein Tiergarten, Berlin
- 2021 See Stücke – Fakten und Fiktion, Alfred Ehrhardt Stiftung, Berlin[5]
- 2020 See Stücke – Fakten und Fiktion, Museum Kunst der Westküste, Föhr
- 2019 Subversiv. Nominierung zum Kunstpreis, Haus am Kleistpark, Berlin
- 2019 Territory and Disruption, Staatliches Seidenmuseum, Tiflis
- 2018 Catching the light, Kai10/Arthena Foundation, Düsseldorf
- 2018 Fischers Fritze, Goethe-Zentrum Eriwan
- 2017 Artisterium, 10th International Contemporary Art Exhibition, Historisches Museum Tiflis
- 2017 Festival Fotografischer Bilder, Städtische Galerie im Leeren Beutel, Regensburg[6]
- 2017 COLLAGE I – METHODE, Fotogalerie Wien
- 2017 Background, Galerie Duchamp, Yvetot
- 2017 STRATIFIED. Fragmentierte Welt(en), das weisse haus, Wien
- 2016 Verrat der Dinge, Kunsthaus Nürnberg
- 2016 The Berlin Case, Boris Yeltsin Presidential Center, Jekaterinburg
- 2014 Scraps of Poetry, Deutsches Haus at NYU, New York City[7]
- 2014 DEW21 Kunstpreis, Museum für Kunst und Kulturgeschichte Dortmund
- 2014 Focus Female, Kunsthaus Erfurt
- 2013 In Medias Res, Thermen am Viehmarkt, Trier
- 2012 Dumbo Arts Festival, New York
- 2010 Invitation, Kunsthaus Erfurt
- 2009 lebt und arbeitet in …, Kunsthaus Nürnberg
- 2009 Photocinema, International Festival of Photography, Derby
- 2007 Fotosommer Stuttgart, Württembergischer Kunstverein, Stuttgart
- 2006 MAGMA, Kunstraum Kreuzberg/Bethanien, Berlin
- 2003 6.Aenne Biermann Preis, Museum für Angewandte Kunst, Gera

## Auszeichnungen und Stipendien (Auswahl)
- 2021 Paper Art Award des Haus des Papiers, Berlin
- 2021 Pollock-Krasner Foundation Grant, New York
- 2021 Kulturaustauschstipendium für Istanbul der Senatsverwaltung für Kultur und Europa, Berlin
- 2016 Arbeitsstipendium der Stiftung Kunstfonds, Bonn
- 2013 Aufenthaltsstipendium, Künstlerhaus Schloss Balmoral, Bad Ems
- 2011 Kulturaustauschstipendium für New York City der Senatsverwaltung für Kultur und Europa, Berlin
- 2006 Goldrausch Künstlerinnenprojekt, Berlin
- 2003 Aenne Biermann Preis für zeitgenössische deutsche Gegenwartsfotografie, Anerkennung

## Sammlungen
- Deutsches Technikmuseum, Berlin
- Haus des Papiers, Berlin
- Hetjens-Museum, Düsseldorf
- Künstlerhaus Nürnberg (Artothek)
- Kunststiftung NRW
- Kunstsammlung Jena
- Museum Goch
- Museum für Angewandte Kunst, Gera
- Neuer Berliner Kunstverein (Artothek)